# 切里瓦利 (密蘇里州)
切里瓦利（英語：Cherry Valley）是位於美國密蘇里州克勞福德縣的非建制地區。

## 歷史
切里瓦利的郵局於1853年設立，其後於1857年停運。

## 地理
切里瓦利所處的海拔為高於海平面313米（即1027英呎），而該地所採用的時區為UTC-6，即北美中部時區（CST）。同時該地設有夏令時間，為UTC-6調快一小時，即UTC-5（CDT）。